# Гвајана на Светском првенству у атлетици у дворани 2016.
Гвајана је учествовала на 16. Светском првенству у атлетици у дворани 2016. одржаном у Портланду од 17. до 20. марта девети пут. Репрезентацију Гвајане представљао је један такмичар који се такмичио у трци на 60 метара.,
На овом првенству такмичар Гвајане није освојио ниједну медаљу нити је остварио неки резултат.

## Учесници
Мушкарци:
- Адам Харис — 60 м

## Резултати

### Мушкарци
| Атлетичар  | Дисциплина | Лични рекорд | Квалификација | Квалификација | Полуфинале           | Полуфинале           | Финале               | Финале       | Детаљи |
| Атлетичар  | Дисциплина | Лични рекорд | Резултат      | Место         | Резултат             | Место                | Резултат             | Место        | Детаљи |
| ---------- | ---------- | ------------ | ------------- | ------------- | -------------------- | -------------------- | -------------------- | ------------ | ------ |
| Адам Харис | 60 м       | 6,55 НР      | 6,82          | 7. у гр. 7    | Није се квалификовао | Није се квалификовао | Није се квалификовао | 39 / 53 (56) |        |